# Vrani
Vrani é uma comuna romena localizada no distrito de Caraș-Severin, na região histórica do Banato (parte da Transilvânia). A comuna possui uma área de 46.50 km² e sua população era de 1171 habitantes segundo o censo de 2007.